# شهرستان سامرز (ویرجینیای غربی)
شهرستان سامرز، ویرجینیای غربی (به انگلیسی: Summers County, West Virginia) یک سکونتگاه مسکونی در ایالات متحده آمریکا است که در ویرجینیای غربی واقع شده‌است.

## خصوصیات
شهرستان سامرز ۹۵۳٫۱۲ کیلومترمربع مساحت دارد.